# 慕容慎行
慕容慎行（1934年11月—2018年10月16日），男，福建福州人，中国神经内科界学术泰斗，福建医科大学附属第一医院神经内科主任医师、教授，曾任中国神经科学学会理事。